# Барсуки (Смолевичский район)
Барсуки́ (бел. Барсукі́) — агрогородок в Смолевичском районе Минской области Белоруссии. Входит в состав Жодинского сельсовета. Административный центр с 2008 по 2013 год. Расположен в 5 км от железнодорожной станции Жодино, в 18 км от города Смолевичи, в 56 км от Минска. Население — 1144 человека (2013).

## История
Известен с начала XX века. Согласно переписи 1917 года упоминается как хутор в составе Смолевичской волости Борисовского уезда Минской губернии.
В 2008 году деревня Барсуки преобразована в агрогородок; административный центр Жодинского сельсовета из города Жодино перенесён в агрогородок Барсуки.  28 октября 2013 года возвращён в Жодино.

## Население

### Численность
- 2013 год — 1144 человека.

### Динамика
- 1917 год — 29 человек;
- 1926 год — 43 человека;
- 1959 год — 239 человек;
- 1988 год — 958 человек;
- 1996 год — 962 человека;
- 2013 год — 1144 человека.

## Культура
- Дом культуры

## События и мероприятия
- 2024 год — районный фестиваль "Дожинки"